# Rectification d'erreur matérielle
La rectification d'erreur matérielle est prévue par le code de procédure civile en ses articles 461 à 464. 
La rectification d'erreur matérielle a vocation à réparer les erreurs ou omissions commises lors du rendu d'un jugement et qui sont susceptibles d'avoir affecté celui-ci. La rectification d'erreur matérielle doit être demandée devant la juridiction qui a rendu la décision contestée. Aucun délai de prescription ne lui est soumis. Le recours en rectification matérielle est possible tant devant les juridictions administratives que judiciaires.

## Droit québécois
En droit québécois, l'article 338 du Code de procédure civile du Québec prévoit la possibilité pour le décideur de rectifier une erreur matérielle, telle qu'une erreur d'écriture ou une erreur matérielle.